# 아직 눈물이 되지 않은 슬픔이/향기로운 사랑도 언젠가 지는 법
〈아직 눈물이 되지 않은 슬픔이/향기로운 사랑도 언젠가 지는 법〉(일본어: まだ涙にならない悲しみが/恋は匂へと散りぬるを 마다나미다니나라나이카나시미가/코이와니호에토치리누루오[*])는 KinKi Kids의 33번째 싱글이다.

## 개요
전작 〈특이한 모양의 돌〉 이래, 약 1년 9개월 만의 싱글이다.
이번 작품의 테마는 〈LOST LOVE〉로, A면의 2곡은 각각 메이저와 마이너의 업 템포 곡이다.

## 수록곡

### 초회 한정반 A
CD
1. まだ涙にならない悲しみが / 아직 눈물이 되지 않은 슬픔이
작사: 마츠이 고타로 / 작곡: 오다 테츠로 / 편곡: 카메다 세이지
2. 恋は匂へと散りぬるを / 향기로운 사랑도 언젠가 지는 법
작사·작곡·편곡: 요시다 켄
3. まだ涙にならない悲しみが -Backing Track-

DVD
1. 〈まだ涙にならない悲しみが〉 music clip

### 초회 한정반 B
CD
1. 恋は匂へと散りぬるを / 향기로운 사랑도 언젠가 지는 법
2. まだ涙にならない悲しみが / 아직 눈물이 되지 않은 슬픔이
3. 恋は匂へと散りぬるを -Backing Track-

DVD
1. 〈恋は匂へと散りぬるを〉 music clip

### 통상반
1. まだ涙にならない悲しみが / 아직 눈물이 되지 않은 슬픔이
2. 恋は匂へと散りぬるを / 향기로운 사랑도 언젠가 지는 법
3. 雨虫 / 우충
작사·작곡: 이케자키 켄 / 편곡: 토리야마 유지
4. 流星 / 유성
작사: 이치카와 요시야스 / 작곡: 세가와 코헤이 / 편곡: 이에하라 마사키